# Хопнев
Хопнев (укр. Хопнів) — село в Киверцовской городской общине Луцкого района Волынской области Украине.
До 2020 года входило в Киверцовский район.
Код КОАТУУ — 0721887205. Население по переписи 2001 года составляет 370 человек. Почтовый индекс — 45214. Телефонный код — 3365. Занимает площадь 2,058 км².